# Secrétaire d'État au Commerce international
Le secrétaire d'État au Commerce international (en anglais : Secretary of State for International Trade, communément appelé International Trade Secretary) est le secrétaire d'État placé à la tête du département du Commerce international au Royaume-Uni.
De sa création en 2016 à sa suppression en 2023, ce poste est associé à la fonction de président de la commission du Commerce.

## Historique
Le poste de secrétaire d'État au Commerce international est créé le 14 juillet 2016, lors de l'accession au pouvoir de Theresa May en remplacement de David Cameron. Elle s'inscrit dans la perspective du retrait du Royaume-Uni de l'Union européenne.

### Liste
| Nom | Nom                  | Nom | Dates du mandat   | Dates du mandat   | Parti politique | Premier ministre      |
| --- | -------------------- | --- | ----------------- | ----------------- | --------------- | --------------------- |
|     | Liam Fox             |     | 13 juillet 2016   | 24 juillet 2019   | Conservateur    | Theresa May           |
|     | Liz Truss            |     | 24 juillet 2019   | 15 septembre 2021 | Conservateur    | Boris Johnson         |
|     | Anne-Marie Trevelyan |     | 15 septembre 2021 | 6 septembre 2022  | Conservateur    | Boris Johnson         |
|     | Kemi Badenoch        |     | 6 septembre 2022  | 7 février 2023    | Conservateur    | Liz Truss Rishi Sunak |